# Kenting nationalpark
Kenting nationalpark (kinesiska: 墾丁國家公園) är en nationalpark på halvön 
Hengchun i distriktet Pingtung i södra Taiwan. Den grundades i september 1982 och är landets äldsta.
Nationalparken, som har en yta på 32 570 hektar varav drygt hälften på land och resten i havet. Det ligger längs Taiwans sydkust och består huvudsakligen av korallrev i och sandstränder och korallplatåer på land. Inom området finns Taiwans sydligaste punkt, Cape Eluanbi och Eluanbi fyr från 1882, som kan besökas alla dagar utom måndag.
I naturparken Sheding, som tidigare var hemvist för paiwanfolket, finns minst 300 växt- och djurarter, bland annat en underart av sikahjort, som är endemisk i Taiwan samt flera kalkstensgrottor med stalaktiter. Här finns också femtio olika arter av fjärilar. Ett kurvig väg längs kusten leder till ett, delvis planterat, skogsområde med mer än 1 000 olika växtarter som bildar en regnskog och ett unikt ekosystem med upp till 400 år gamla trädartade malvaväxter (heritiera littoralis) och banjanträd.  Det finns 17 utsiktspunkter längs vägen.